# فلسطين (مقاطعة غرينبرير)
فلسطين (بالستاين) هي منطقة فردية (مجتمع غير مدمج) في مقاطعة غرينبريه في فيرجينيا الغربية، الولايات المتحدة. تقع منطقة فلسطين على طول الحدود الشمالية الشرقية لألدرسن (فيرجينيا الغربية).